# Bilovij, Rokîtne
Bilovij (în ucraineană Біловіж) este localitatea de reședință a comunei Bilovij din raionul Rokîtne, regiunea Rivne, Ucraina.

## Demografie
Componența lingvistică a localității Bilovij
     Ucraineană (99,71%)
     Alte limbi (0,29%)
Conform recensământului din 2001, majoritatea populației localității Bilovij era vorbitoare de ucraineană (99,71%), existând în minoritate și vorbitori de alte limbi.